# Glawiana
Glawiana is een geslacht van Phasmatodea uit de familie Phasmatidae. De wetenschappelijke naam van dit geslacht is voor het eerst geldig gepubliceerd in 2004 door Hennemann & Conle.

## Soorten
Het geslacht Glawiana is monotypisch en omvat slechts de volgende soort:
- Glawiana glawi Hennemann & Conle, 2004